# Дойранци (Шуменская область)
Дойранци (болг. Дойранци) — село в Болгарии. Находится в Шуменской области, входит в общину Каолиново. Население составляет 562 человека.

## Политическая ситуация
В местном кметстве Дойранци, в состав которого входит Дойранци, должность кмета (старосты) исполняет Енвер Халил Хасан (Коалиция в составе 5 партий: Новое время (НВ), Демократы за сильную Болгарию (ДСБ), Национальное движение «Симеон Второй» (НДСВ), Земледельческий народный союз(ЗНС), СДС) по результатам выборов.
Кмет (мэр) общины Каолиново — Нида Намыков Ахмедов (ДПС) по результатам выборов.